# Tyge Dahlgaard
Tyge Dahlgaard (* 8. April 1921 in Kopenhagen; † 20. Dezember 1985) war ein dänischer Diplomat und Politiker der Socialdemokraterne, der mehrmals Botschafter sowie in der Regierung Krag II von 1966 bis 1967 Handelsminister und Minister für nordische Angelegenheiten war.

## Leben
Tyge Dahlgaard war der Sohn des Radikale-Venstre-Politikers Bertel Dahlgaard (1887–1972), der unter anderem von 1929 bis 1940 Innenminister, zwischen 1957 und 1961 auch Wirtschaftsminister sowie von 1957 bis 1960 ebenfalls Minister für nordische Angelegenheiten war, und von Dorthea Poulsen (1885–1975) sowie der jüngere Bruder des Radikale Venstre-Politikers Lauge Dahlgaard (1919–1996), der unter anderem zwischen 1968 und 1971 das Amt des Arbeitsministers bekleidete. Nach dem Studenteksamen am Ordrup Gymnasium begann er 1939 ein Studium der Politikwissenschaften an der Universität Kopenhagen, welches er 1947 als Candidatus politices beendete. Nachdem er daraufhin kurzzeitig Beamter im Landwirtschaftsministerium war, wechselte er ins Außenministerium und war von 1949 bis 1950 Ständiger Vertreter bei den Vereinten Nationen in Genf und später zwischen 1954 und 1957 Sekretär des Nordischen Ausschusses für wirtschaftliche Zusammenarbeit (Det nordiske økonomiske samarbejdsudvalg) sowie von 1957 bis 1959 Wirtschaftsberater der Ständigen Vertretung bei der Organisation für wirtschaftliche Zusammenarbeit und Entwicklung (OECD) in Paris. Nachdem er zwischen 1959 und 1964 Mitarbeiter an der Botschaft in den Vereinigten Staaten war, fungierte er von 1964 bis 1966 als Botschafter bei der Europäischen Wirtschaftsgemeinschaft (EWG), der Europäischen Atomgemeinschaft (Euratom) und der Europäischen Gemeinschaft für Kohle und Stahl (EGKS).
Als Nachfolger von Lars P. Jensen übernahm Dahlgaard zunächst als Parteiloser am 21. September 1966 in der Regierung Krag II die Posten als Handelsminister (Handelsminister) sowie als Minister für nordische Angelegenheiten (Minister for nordiske anliggender) und bekleidete diese bis zum 1. Oktober 1967, woraufhin Ove Hansen ihn ablöste. Im März 1967 wurde er Mitglied der Socialdemokraterne. Seine wichtigste Aufgabe als Minister betraf die Frage der Position Dänemarks zur Europäischen Gemeinschaft (EG). Aus ökonomischen Erwägungen heraus befürwortete er einen Beitritt des Landes zur Gemeinschaft. Als das Vereinigte Königreich im Mai 1967 beschloss, einen Mitgliedsantrag zu stellen, legte Dahlgaard der Folketing, dem dänischen Parlament, eine Erklärung vor, in der er ankündigte, dass Dänemark erneut Verhandlungen über einen Beitritt zur EG aufnehmen werde. Auch im Hinblick auf die allgemeine Außenpolitik betonte er die wirtschaftlichen Realitäten und stimmte angesichts des Staatsstreichs in Griechenland im Frühjahr 1967 mit den Wirtschaftsführern darin überein, dass Dänemark sich nicht in die inneren Angelegenheiten anderer Länder einmischen sollte. Auf einer Klausurtagung für Studierende im September 1967, von der die Presse erfuhr, vertrat er diesen Standpunkt derart, dass er am 1. Oktober 1967 aus der Regierung austreten musste.
Daraufhin wurde Tyge Dahlgaard 1968 Botschafter in der Sozialistischen Föderativen Republik Jugoslawien (SFRJ) und war als solcher von 1970 bis 1972 mit Dienstsitz in Belgrad auch als Botschafter in der Sozialistischen Volksrepublik Albanien akkreditiert. Daraufhin wurde er 1972 Botschafter in Japan und war als solcher mit Dienstsitz in Tokio auch als Botschafter in Südkorea akkreditiert und verblieb auf diesen Posten bis 1976. Im Anschluss war er zwischen 1976 und 1981 Botschafter in den Niederlanden sowie zuletzt von 1981 bis zu seinem Tode 1985 Botschafter im Vereinigten Königreich. Für seine Verdienste wurde er zum Kommandeur des Dannebrogordens ernannt.
Dahlgaard war seit dem 8. Februar 1947 mit der Korrespondentin Tove Karen Jørgensen (1919–?), Tochter des Gutsbesitzers Vilhelm Alfred Jørgensen (1888–1959) und Karen Kirstine Larsen (1888–?) verheiratet. Nach seinem Tode wurde er auf dem Friedhof von Gentofte beigesetzt.